# Kristen Babb-Sprague
Kristen Babb-Sprague z domu Babb (ur. 29 lipca 1968 w Walnut Creek w Kalifornii) – amerykańska pływaczka synchroniczna, złota medalistka olimpijska z 1992.

## Kariera sportowa
W 1986 została srebrną medalistką mistrzostw świata w zawodach drużynowych, a w 1987zwyciężczynią w tej konkurencji na igrzyskach panamerykańskich w Indianapolis.
Zdobyła dwa medale na mistrzostwach świata w 1991 w Perth: złoty w drużynie i srebrny w konkurencji solo (pokonała ją Sylvie Fréchette z Kanady).
Na igrzyskach olimpijskich w 1992 została złotą medalistką  w konkurencji solo z rezultatem 191,848 pkt Okazało się jednak, że sędzia z Brazylii Maria de Silveira omyłkowo przyznała Sylvie Fréchette notę 8,7 pkt zamiast 9,7 pkt, co sprawiło, że Babb-Sprague ją wyprzedziła w ostatecznej klasyfikacji. Po protestach kanadyjskiego związku pływackiego, w grudniu 1993 MKOl postanowił przyznać Kanadyjce złoty medal, jednocześnie pozostawiając złoto pierwotnej zwyciężczyni.
Babb-Sprague była mistrzynią Stanów Zjednoczonych cztery razy solo, raz w duetach i osiem razy w drużynie.